# Aristea rigidifolia
Aristea rigidifolia är en irisväxtart som beskrevs av Gwendoline Joyce Lewis. Aristea rigidifolia ingår i släktet Aristea och familjen irisväxter. Inga underarter finns listade i Catalogue of Life.